# Лачеделли, Лино
Лино Лачеделли (итал. Lino Lacedelli, 4 декабря 1924, Кортина д’Ампеццо — 20 ноября 2009, Кортина д’Ампеццо) — итальянский альпинист. Прославился тем, что 31 июля 1954 года вместе с Акилле Компаньони в составе экспедиции под руководством Ардито Дезио (Ardito Desio) первым в истории покорил вершину К2.

## Ранние восхождения
Лачеделли был участником множества оригинальных и сложных восхождений в Доломитовых Альпах.
Его первой покорённой вершиной стала возвышавшаяся недалеко от дома Чинкве-Торри в массиве Нуволао, на которую он поднялся в подбитых гвоздями ботинках, в возрасте 14-ти лет. Скоро под опекой Луиджи «Биби» Гедины (Luigi Bibi Ghedina) он стал одним из лучших для своего возраста скалолазом в Доломитах. В 1946 году его приняли в престижный клуб альпинистов «Кортинские белки», основанный в 1939 г. Именно этот клуб в 1954 году организовал экспедицию на К2.
25 мая 1947 года вместе с Уго Помпанином, Клаудио Аполлонио и Альбино Альвера он осуществил первую попытку подъёма по кратчайшему пути к вершине Коль Роза (Col Rosa) в Кортина д’Ампеццо .
28 августа 1947 года с Сильвио Альвера он поднялся на Сассолунго ди Чибьяна (массив Босконеро) по северо-западному гребню, пройдя 60 метров стены 4-й сложности за 7,5 часов.
21 сентября 1947 года с Уго Помпанином, Уго Савахо и Бруно Лачеделли поднялся по юго-западной стене Тофана ди Росеc (Tofana di Rozes), пройдя по новому маршруту 5-й сложности с пятью крюками за 5 часов.
11 августа 1948 года — совершил свою первую попытку прохода по сложной северо-западной стене Castello delle Venere, за 8 часов.
20 августа 1949 года — с альпинистом Пьерпаоло Ломбарди прошёл по северной стене горы Сорапис (Sorapis) по «Пути Пиластро» (4 уровень сложности, 570 м, за 6 часов 30 минут)
18 августа 1949 года — вместе с Луиджи Гедина (Luigi Ghedina) совершил первый проход по очень крутой восточной стене к вершине Гран Капуцин (Grand Capucin) (3838 м) в массиве Монблана путём Вальтера Бонатти за 4 дня, а несколько недель спустя — за 18 часов.
1951 года — снова вместе с Луиджи Гедина за два дня прошёл новым длинным путём по юго-западной стене Cima Scotoni в Доломитовых Альпах — один из самых сложных для подъёма путей в то время, сравнимый с покорением К2.
1953 года — приглашён Ардито Дезио в итальянскую экспедицию на К2. Позднее Дезио написал о нём в официальном отчёте о восхождении: «холост, 29 лет, из Кортина д’Ампеццо. Рост 178 см; профессия — водопроводчик, горный проводник и лыжный инструктор.» 31 июля 1954 года Лачеделли вместе с Акилле Компаньони первыми поднялись на вершину К2. Тогда из-за обморожения ему пришлось ампутировать большой палец руки.

## Восхождение на К2
Экспедицию 1954 года итальянцы с гордостью считают одной из золотых страниц в истории восхождений. Однако не всё в этой экспедиции было героическим. Пока Лино Лачеделли и Акилле Компаньони чествовали как национальных героев, другой член команды - Вальтер Бонатти яростно обвинял их в том, что они бросили его в смертельной опасности.
В 1954 году Бонатти был 24-летним членом экспедиции Ардито Дезио на К2. Бонатти и Махди, местному носильщику из пакистанского племени хунза, было поручено доставить баллоны с кислородом в верхний лагерь IX из лагеря VIII для решающего штурма вершины. Верхний лагерь был разбит Лачеделли и Компаньони несколько дальше, чем ожидали Бонатти и Махди, и ночь наступила раньше, чем они смогли добраться до него. Когда они связались со своими партнёрами по команде, то те приказали им оставить баллоны и идти вниз в полной темноте на высоте 8100 м. Вальтер и Махди выжили ночью, выкопав бивуак в снегу на открытом плече К2, но пакистанец потерял все пальцы от обморожения. По возвращении домой вся команда не только отрицала это, но Компаньони ещё и обвинил Бонатти в попытке сорвать их восхождение, и взойти на вершину самому. Бонатти, который совершил первое восхождение на Гашербрум IV, в 1958 году был осуждён альпинистским сообществом, и в 1965 г. бросил заниматься альпинизмом.
С тех пор Бонатти опубликовал книгу «Горы моей жизни» — автобиографию с рассказами об экспедиции 1954 года. В своей книге он предъявил доказательства своей невиновности, в том числе и фотографии Лино и Акилле на вершине в кислородных масках.
Почему был перемещён лагерь, действительно ли кислород закончился до момента подъёма на вершину, а если так, то когда точно Лачеделли и Компаньони стартовали на вершину? И если они могли разговаривать с Бонатти и Махди в районе последнего лагеря, то почему не помогли им добраться до палатки?
Через 10 лет после восхождения, обвинения альпинистами друг друга окончательно вылились на суд общества. Журналист Нино Джильо опубликовал в газетах несколько статей, основанных на интервью с Компаньони и пакистанским полковником медицинской службы Ата-Улла. Было объявлено, что Бонатти пытался выиграть восхождение у Лачеделли и Компаньони, что он использовал предназначенный для штурмовой двойки кислород во время ночёвки на высоте 8100 м, в результате чего запас закончился слишком рано, и что Бонатти бросил Махди, поэтому несёт ответственность за его обморожение и последующие ампутации.
Эти обвинения заставили Бонатти подать и выиграть иск о клевете против Джильо и газеты (полученные средства были пожертвованы детскому приюту). Было легко доказать, что Бонатти не мог использовать кислород, так как у него не было масок и трубок, а только баллоны. Но его репутация уже пострадала. Бонатти оказался отвергнутым обществом, тогда как Лачеделли, Компаньони и лидер экспедиции Ардито Дезио поддерживали свою версию событий, по крайней мере, относительно времени выхода на вершину и количества кислорода. По версии Вальтера Бонатти, выжив в ветреную ночь, он, следом за Махди, спустился в лагерь VIII к 7 утра (это было подтверждено другим членом команды Пино Галлотти, в лагере VIII). Бонатти настаивал, что во время спуска он постоянно просматривал склоны над собой, пытаясь увидеть следы Компаньони и Лачеделли, но не увидел их, хотя пара восходителей утверждала, что они оставили палатку с первыми лучами солнца (по официальным метеорологическим данным для К2 восход был в 4.54 утра).
Из официальной книги об экспедиции Ардито Дезио (глава написана Лачеделли и Компаньони):
«Как только на востоке небо стало светлеть, мы оба выскочили из палатки. Какое разочарование! Над нами чистое небо, но внизу все закрыто морем облаков, которые не обещают хорошей погоды. Мы ищем на склоне место, где вчера Бонатти и Махди оставили кислородные аппараты. К нашему удивлению, мы обнаруживаем вдруг фигуру человека, спускающегося не совсем твердыми шагами вниз. Кто это может быть? Бонатти или Махди? На таком большом расстоянии мы не можем узнать спускающегося. Мы громко кричим. Фигура останавливается, обернулась к нам, но не ответила, продолжая движение вниз по крутому склону.
Мы в недоумении. Что случилось? Неужели Бонатти и Махди уже сегодня поднялись из лагеря VIII к нам наверх? Нет, это невозможно. В таком случае мы видели бы человека поднимающегося, а не спускающегося. Все это для нас загадка.
Мы строили различные предположения, но так и не пришли ни к какому выводу. То, что случилось в действительности, как мы потом узнали, нам кажется неправдоподобным. Бонатти и Махди несли кислородные баллоны, дошли до плит и на высоте 8000 метров с наступлением темноты, не имея возможности вернуться в лагерь VIII, вырыли пещеру и заночевали. Несмотря на страшный холод и ветер, они сравнительно благополучно провели ночь в пещере без палатки и спальных мешков»
Больше о ночёвке Бонатти и Махди на высоте около 8100 м в официальном отчёте об экспедиции не было сказано ни слова. Лачеделли и Компаньони стали национальными героями, и гордость за них оправданно заполнила брешь в сердцах итальянцев, оставшуюся от разрушений Второй мировой войны. А что насчёт роли Бонатти и Махди? Конечно они заслужили одобрения за свою поддержку пары восходителей, которым пришлось бы намного труднее в покорении вершины без дополнительного решающего запаса кислорода.
Около пяти десятков лет существовала официальная версия, рассказанная Дезио, Компаньони и Лачеделли. Недавно была опубликована книга Лачеделли и Кенатти «Цена завоевания: откровения с восхождения на К2», где рассказывается другая версия событий, произошедших той ночью. Версия, близкая к тому, о чём всё это время говорил Бонатти.
Так, Лачеделли написал, что бивуак, где были оставлены баллоны с кислородом, он и Компаньони покинули в 7.30 утра, вместо 6.15, как было указано в официальном отчёте Дезио, что подтверждает слова Бонатти, говорившего, что они не могли выйти на вершину раньше 7 утра. Получается на спуск за кислородными баллонами ушло всего полчаса, а не час, как утверждал Компаньони. Хотя в этом случае можно сослаться на проблемы с памятью в условиях высокогорья.
Что касается загадки с кислородом, который закончился за 2 часа или 600 футов до достижения вершины. Если подсчитать, то получается, что последний отрезок пути альпинисты поднимались со скоростью примерно 300 футов в час (100 м в час) без кислорода. Так почему же на то, чтобы пройти первые 1000 футов у них ушло 10 часов (скорость движения — 100 футов или 30 м в час), когда кислород в баллонах ещё был, да и усталость чувствовалась куда меньше? Можно ли это объяснить различной технической сложностью на участках маршрута? Всё-таки кажется очевидным, что кислорода для пары восходителей хватило до конца. В 1983 году Роберт Маршалл, переводчик книги Бонатти «Горы моей жизни», неожиданно признал, что частицы льда на бороде Лачеделли на фотографии с вершины указывают, что кислородная маска была снята непосредственно перед взятием вершины. Так что кислород не мог закончиться двумя часами ранее. Лачеделли тогда объяснял в интервью, что маски не снимали, чтобы «согреть дыхание».
По подсчётам Бонатти кислорода должно было хватить на 10 часов. При выходе на вершину в 8.30 баллоны опустели бы к 6.30 вечера, чего было вполне достаточно для покорения вершины.
Кислород и закончился около 6-6.30. Прямо перед вершиной, как теперь говорит Лачеделли. Значит и штурм начался в районе 7.30-8.30 утра, а не раньше, как утверждалось в официальном отчёте об экспедиции со слов Компаньони.
И наконец, что же пишет Лачеделли о штурмовом лагере, который был перемещён выше в более труднодоступном месте, относительно оговоренного заранее? Лагерь был передвинут в горизонтальном отношении, чтобы надёжнее уберечь его от линии схода лавин над «Бутылочным горлышком». Но в то же время, он говорит, что Компаньони не хотел ночевать вчетвером в маленькой двухместной палатке, подозревая, что Бонатти может заменить его в решающем штурме вершины, если тот окажется вместе с ним и Лачеделли в верхнем лагере. В отличие от Компаньони, его молодой партнёр по команде находился в гораздо лучшей физической форме.
В 2004 году Лино Лачеделли приехал в базовый лагерь К2 на празднование 50-летия покорения вершины. Оттуда он попытался дозвониться до Бонатти, но это ему не удалось. Позже Бонатти сказал по этому поводу, что извинения пришли слишком поздно, о примирении не может быть и речи.
В 2008 году итальянский клуб альпинистов официально признал версию Бонатти о восхождении. Компаньони и Лачеделли достигли вершины с кислородом, подвергнув серьёзному риску жизни Вальтера Бонатти и Амира Махди, не оказав им помощь на высоте 8100 м, когда те доставили дополнительный кислород в штурмовой лагерь.
После восхождения на К2 Лачеделли продолжил заниматься скалолазанием, вернувшись в Альпы, и участвовал во множестве экспедиций. Кроме того он участвовал в 163-х спасательных операциях в горах, некоторые из которых были очень сложными и рискованными.
Лино Лачеделли владел и управлял магазином спортивных товаров «К2 SPORT» в Кортина д’Ампеццо. Скончался 20 ноября 2009 года из-за проблем с сердцем.

## Признание
- Обладатель золотой медали «За гражданскую доблесть».
- Кавалер Большого Креста Ордена за заслуги перед Итальянской республикой (02.12.2004)
- Почётный гражданин Монтебеллуны (2005)